# Ad-Rock
Pour les articles homonymes, voir Ad, Rock (homonymie) et Horovitz.
Ad-Rock, né Adam Horovitz le 31 octobre 1966 à Manhattan, New York, est un musicien, rappeur, guitariste, et acteur américain. Il est mieux connu comme membre du trio hip-hop Beastie Boys, et il est le fils de l'auteur américain Israel Horovitz.

## Biographie
Horovitz est né et a grandi à Park Avenue, Manhattan, New York, aux côtés de sa mère Doris (née Keefe) et de son père Israel Horovitz. Il dément les rumeurs selon lesquelles il serait originaire de South Orange, dans le New Jersey. Sa sœur est la productrice Rachael Horovitz. Son père est de confession juive, et sa mère est d'origine irlandaise élevée dans le catholicisme,.
Horovitz lance sa carrière musicale dans le groupe de punk rock The Young and the Useless, qui jouait souvent avec les Beastie Boys. En 1982, le guitariste des Beastie Boys John Berry se sépare du groupe, et Horovitz le remplace, à cette époque, lorsqu'il n'est âgé que de 16 ans. Après l'arrivée de Horovitz dans le groupe, les Beastie Boys changent de son et passent du punk hardcore au hip-hop. Le groupe est signé au label Def Jam, et publie son premier album Licensed to Ill en 1986. L'album est un succès commercial et contient de nombreux singles. En 2010, le groupe compte plus de 22 millions d'exemplaires écoulés rien qu'aux États-Unis, et plus de 40 millions à l'international. En 2012, les Beastie Boys sont inclus au Rock and Roll Hall of Fame.
Hormis son implication dans les Beastie Boys, Horovitz se charge en parallèle de remixes pour d'autres artistes sous le nom de 41 Small Stars. Il joue de la basse avec The Tender Moments, un groupe de la comédienne new-yorkaise Bridget Everett.
Horovitz a également joué dans quelques films et séries télévisées. Il joue dans le film Le Carrefour des Innocents en 1989. Il joue Repulski dans Godspeed (2007) et Fletcher dans While We're Young (2014) de Noah Baumbach.

## Vie privée
À la fin des années 1980, Horovitz a une liaison avec l'actrice américaine Molly Ringwald. Ils se rencontrent pendant le tournage du film The Pick-up Artist,.
Horovitz épouse l'actrice Ione Skye et restent en couple entre 1992 et 1995. Ils se séparent en 1995 et divorcent en 1999. Depuis 1997, il a une liaison avec la musicienne riot grrrl Kathleen Hanna ; ils se marient en 2006. Il porte un bracelet médical depuis 2003 après avoir été victime d'une crise épileptique tonico-clonique. Horovitz participe à The Punk Singer, un documentaire réalisé en 2013 sur la vie et la carrière d'Hanna.

## Filmographie partielle

### Au cinéma
- 1989 : Le Carrefour des innocents de Hugh Hudson (Tim "Chino" Doolan)
- 1992 : Roadside Prophets de Abbe Wool (Sam)
- 1993 : Who's the Man? de Ted Demme (Bryant)
- 2014 : While We're Young de Noah Baumbach (Fletcher)
- 2017 : Golden Exits d'Alex Ross Perry (Nick)
- 2017 : Roxanne Roxanne de Michael Larnell
- 2020 : Beastie Boys Story de Spike Jonze (lui-même)